# Athboy
Athboy (irisch Baile Átha Buí; dt.: „Siedlung der gelben Furt“) ist eine kleine landwirtschaftlich geprägte Stadt im County Meath im mittleren Osten der Republik Irland, die sich aus einer mittelalterlichen ummauerten Festung zu Pale-Zeiten entwickelte.

## Lage und Verkehrsanbindung
Athboy liegt am Yellow Ford River (auch Athboy River) im Westen von Meath, nahe der Grenze zum County Westmeath. Mit Navan, der nächstgelegenen größeren Stadt, ist der Ort durch die Nationalstraße N51 verbunden; Mullingar an der N4 ist etwa 30 km in südwestlicher Richtung entfernt. Die N51 trifft sich in Athboy mit der Regionalstraße R154. An den Schienenverkehr in Irland ist der Ort seit 1954 nicht mehr angeschlossen.

## Demografie
Die Einwohnerzahl von Athboy wurde bei der Volkszählung 2022 mit 2596 Personen ermittelt. Die Stadt erlebt seit Mitte der 1990er-Jahre ein sehr starkes Bevölkerungswachstum; gegenüber 1991 (1083 Personen) hat sich die Einwohnerzahl bis 2022 mehr als verdoppelt.